# Mazeppa (Liszt)

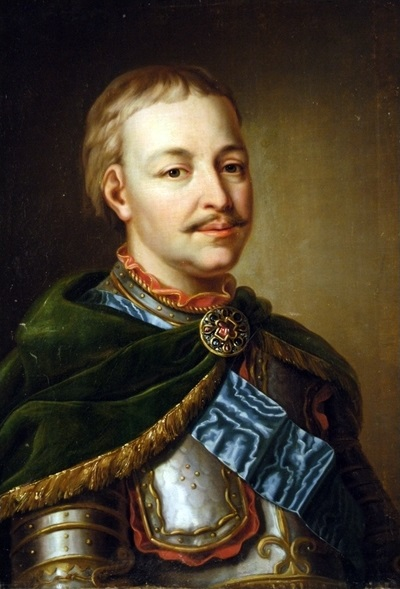
Aquest poema simfònic narra la història d'Ivan Mazepa, un noble cosac que va seduir a una noble dama polonesa.

Mazeppa, S.100, és un poema simfònic compost per Franz Liszt el 1851. És el número 6 del seu cicle de tretze Poemes simfònics escrits durant el període a Weimar. Narra la història d'Ivan Mazepa, que va seduir a una noble dama polonesa, per la qual cosa va ser amarrat nu a un cavall salvatge que el va transportar a Ucraïna. Allí, va ser alliberat pels cosacs i el van nomenar el seu hetman.
El mateix personatge havia inspirat a Victor Hugo a Els Orientals i a Lord Byron.
L'obra es va estrenar en el Teatre de la cort de Weimar el 16 d'abril de 1854.

## Estructura
El compositor segueix la narrativa d'Hugo per descriure el viatge de l'heroi a través de les vastes estepes en el primer moviment. La secció de cordes interpreta el tema principal, que es transforma i distorsiona amb sis cops dels timbals, que evoquen la caiguda del genet. Després d'un silenci, les cordes, el fagot i la trompa solista expressen la sorpresa de l'accidentat, ressuscitat per les trompetes en Allegro marziale. Els cosacs col·loquen a Mazeppa al capdavant del seu exèrcit (s'escolta una marxa) i el tema de l'heroi es trenca per acabar en la glòria.